# Thomas & Friends: All Engines Go
Thomas & Friends: All Engines Go é uma série de animação que estreou no bloco Cartoonito do Cartoon Network nos Estados Unidos em 13 de setembro de 2021 e fará sua estreia na Treehouse, no Canadá, em 18 de setembro de 2021.
A série serve como uma reinicialização da série original de Thomas & Friends, que durou de 1984 a 2021. Foi originalmente definida para ser uma continuação da série original (com as duas temporadas rotuladas como séries 25 e 26), mas a Mattel Television confirmou mais tarde é uma série separada.
Ao contrário da série original, All Engines Go foi desenvolvido na América do Norte, e não na Europa.

## Produção
Em outubro de 2020, a Mattel Television formou uma nova parceria de coprodução com o Nelvana Studio da Corus Entertainment e deu luz verde a duas novas temporadas da série Thomas & Friends, consistindo em 104 episódios de 11 minutos e especiais de duas horas. Os novos episódios foram produzidos usando em animação 2D e incluem mais comédia física e música do que antes.
Em janeiro de 2021, foi anunciado que os novos episódios seriam lançados como uma série inteiramente nova conhecida como Thomas & Friends: All Engines Go. O produtor executivo Christopher Keenan afirmou que foi "criado para apelar às sensibilidades do público contemporâneo, enquanto mantém o espírito da marca central de Thomas".

## Exibição
Cartoon Network e Netflix têm os direitos de transmissão e streaming da série nos Estados Unidos. A série estreou em 13 de setembro de 2021, como parte do bloco de programação pré-escolar Cartoonito, no Cartoon Network. A série foi disponibilizada pela Netflix em 29 de outubro de 2021.
O Channel 5 adquiriu os direitos de transmissão da série no Reino Unido e começou a transmiti-la em seu Milkshake!, o bloco pré-escolar em 8 de novembro de 2021, redublado com dubladores britânicos. No mesmo dia, o primeiro especial de uma hora, intitulado Race for the Sodor Cup, foi confirmado para lançamento nos cinemas em 17 de setembro de 2021, a fim de apresentar a série e o novo visual no país. No Canadá, a série estreou no Treehouse em 18 de setembro de 2021.
Em outubro de 2021, a Mattel Television anunciou que havia pré-vendido a série para muitas emissoras em todo o mundo, incluindo Nick Jr. para direitos de TV paga britânica, TF1 na França e WarnerMedia para MENA e regiões da América Latina.
No Brasil, a série estreou no Boomerang (atualmente Cartoonito) em 4 de outubro de 2021. Em 2025, passou a ser exibida no Bom Dia & Companhia.

### Mídia doméstica

#### América do Norte
Em 31 de agosto de 2021, a Mill Creek Entertainment e a empresa controladora da NCircle Entertainment, Alliance Entertainment, anunciaram um acordo de distribuição nos EUA e no Canadá com a Mattel. Esses direitos incluíam os direitos de DVD para All Engines Go, que NCircle distribuiria.
O primeiro lançamento em DVD da série do NCircle - "Time for Teamwork!", foi lançado em 7 de dezembro de 2021, que contém 8 episódios. O especial Race for the Sodor Cup foi lançado em DVD em 8 de março de 2022. O próximo lançamento em DVD episódico - "Best Friends", foi lançado em 24 de maio de 2022. Um quarto lançamento em DVD, intitulado 'Special Delivery', foi lançado em 6 de setembro de 2022. Um quinto lançamento em DVD, intitulado 'Musical Fun!', foi lançado em 31 de janeiro de 2023.

#### Reino Unido
O especial Race for the Sodor Cup foi lançado em DVD em 14 de fevereiro de 2022. Isto foi seguido por um lançamento da Amazon Prime de Best Friend Adventures.

## Recepção
Trailers e outros materiais promocionais postados nas redes sociais foram recebidos com reação por parte dos pais. Alguns chamaram o novo estilo de animação de "ameaçador", "sinistro" e "assustador", enquanto outros disseram que seus filhos, fãs da série original, ficaram "chateados" e "devastados" depois de ver o material.